# دریاچه الیزه، بریتیش کلمبیا
دریاچه الیزه، بریتیش کلومبیا (به انگلیسی: Aleza Lake, British Columbia) یک منطقهٔ مسکونی در کانادا است که در بریتیش کلمبیا واقع شده‌است.